# Hauntology
Hauntology (anglicizzazione di "Hantologie" parola macedonia francese di "hanté" e "ontologie", ovvero "fantasma"/"ossessione" e "ontologia") è un concetto coniato dal filosofo Jacques Derrida nel suo libro Spettri di Marx del 1993. 

## Caratteristiche
Il concetto di hauntology si riferisce alla situazione di disgiunzione temporale, storica e ontologica in cui la presenza apparente dell'essere è sostituita da una non-origine rinviata, rappresentata dalla figura del "fantasma come ciò che non è né presente, né assente, né morto". Il concetto è derivato dal metodo decostruttivo di Derrida, in cui qualsiasi tentativo di localizzare l'origine dell'identità o della storia deve inevitabilmente trovarsi dipendente da un insieme di condizioni linguistiche sempre esistenti, rendendo così "inquietante lo stato come tale".
Negli anni 2000 il concetto è stato ripreso dalla critica in riferimento ai paradossi trovati nella postmodernità, in particolare il persistente riciclaggio della retro-estetica e l'incapacità di sfuggire alle vecchie forme sociali. Critici come Mark Fisher e Simon Reynolds hanno usato il termine per descrivere l'arte spaventata da questa disgiunzione temporale e che si traduce in una "nostalgia per il futuro perduto".

## Nella musica
Reynolds ha riutilizzato la parola hauntology per definire un genere musicale d'avanguardia nato negli anni duemila e che avrebbe lo scopo di rievocare un passato che "infesta" il presente. Questo stile, che fa uso di vecchie fonti sonore musicali distorte e messe in loop, si ispira alla psichedelia, alla musica per sonorizzazioni, alla musica concreta  e ai film di informazione pubblica. Gli artisti hauntology sono britannici e includono i Position Normal, considerati i progenitori dello stile, i Boards of Canada, The Caretaker, The Focus Group, The Advisory Circle e Philip Jeck, mentre un'etichetta di riferimento per il genere è la Ghost Box. All'infuori del Regno Unito, negli anni 2010, sono nate almeno due scene musicali strettamente correlate all'hauntology: il pop ipnagogico, nato negli USA da artisti contaminati dalla new age come James Ferraro, e la cosiddetta psichedelia occulta italiana, scena molto sotterranea in qualche modo vicina al post-punk.